# Jolyelmis auyana
Jolyelmis auyana is een keversoort uit de familie beekkevers (Elmidae). De wetenschappelijke naam van de soort werd in 1991 gepubliceerd door Spangler & Faitoute.